# آرثر كورنبرغ
آرثر كورنبرغ (بالإنجليزية: Arthur Kornberg)‏ ـ (ولد في مدينة نيويورك في 3 مارس 1918 وتوفي في مستشفى جامعة ستانفورد في 26 أكتوبر 2007) كان عالم كيمياء حيوية أمريكيًا، تقاسم جائزة نوبل في الطب لعام 1959 مع سيفيرو أوتشوا لاكتشافه «آلية التخليق البيولوجي للحمض النووي منقوص الأكسجين (DNA)». فاز أيضًا بجائزة بول-لويس في كيمياء الإنزيمات من الجمعية الكيميائية الأمريكية سنة 1951، كما حصل على درجة الدكتوراه الفخرية من جامعة يشيفا سنة 1962، وقلادة العلوم الوطنية سنة 1979.
تمحورت اهتمامات كورنبرغ البحثية حول الكيمياء الحيوية، وخاصة كيمياء الإنزيمات، وتخليق الحمض النووي منقوص الأكسجين (DNA) ودراسة الأحماض النووية التي تتحكم في الوراثة عند الحيوانات والنباتات والبكتريا والفيروسات.

## روابط خارجية
- آرثر كورنبرغ على موقع الموسوعة البريطانية (الإنجليزية)
- آرثر كورنبرغ على موقع مونزينجر (الألمانية)
- آرثر كورنبرغ على موقع إن إن دي بي (الإنجليزية)